# Patrick McGrath
Pour les articles homonymes, voir McGrath.
Œuvres principales
- Spider
- Trauma
- L'Asile

Patrick McGrath né le 7 février 1950 à Londres est un écrivain britannique, connu pour plonger son lecteur dans la subjectivité de personnages psychotiques.

## Biographie
Patrick McGrath a passé une partie de son enfance près de l’hôpital psychiatrique de Broadmoor, dont son père était le directeur médical. Depuis 1981, il partage son temps entre Londres et New York, où il vit avec sa femme, la comédienne Maria Aitken (en).
Il attire l’attention dès la parution de son premier recueil de nouvelles (Blood and Watr and Other Tales, 1988). Les situations répugnantes qu’il décrit contrastent avec son ton de sécheresse ironique : une lady victorienne succombe aux caresses d’une main attachée au crâne de son amant mort ; une secte de buveurs de sang assassine une mère et son enfant, une créature ancienne et immortelle survit dans un état de putréfaction...
On le considère souvent à l'origine du mouvement littéraire dit néo-gothique, notamment depuis 1991 et la parution du recueil The New Gothic édité en collaboration avec Bradford Morrow. Dans ce recueil fondateur, McGrath et Morrow en appellent à Edgar Allan Poe et à l'héritage psychanalytique pour justifier leur nouvelle sensibilité littéraire.
Si les premiers textes affichaient une volonté marquée de reprendre les motifs de la littérature gothique par le prisme postmoderne, les romans suivants ont privilégié l'intériorisation d'états mentaux extrêmes et le discours de la folie à travers des récits trompeurs qui ont souvent la forme de "confessions hallucinées" (Max Duperray). Plus récemment, l'auteur a quitté le décor britannique qui caractérisait ses premiers romans pour ouvrir son horizon sur l'espace américain. Ghost Town, son dernier recueil en date, explore notamment la ville de New York à travers les siècles, plongeant le lecteur au plus profond de l'inconscient de la ville.
La lecture des textes de Patrick McGrath est toujours une expérience complexe, où se fondent fascination et répulsion. Le talent stylistique de l'auteur cohabite souvent avec l'écriture d'un malaise profond et la mobilisation de thèmes liés à la transgression et à la décrépitude, qui en font aujourd'hui encore un écrivain dont on peut s'accorder à dire qu'il est de sensibilité gothique.
Tous ses ouvrages, à l'exception du roman Dr Haggard's Disease et du recueil Ghost Town ont été traduits en français.
En 2010 il fait partie des membres du jury du 5e Festival de Rome.

### Romans
- L’Étrange Histoire de sir Hugo et de son valet Fledge, Albin Michel « Les Grandes traductions », 1992 ((en) The Grotesque, 1989)
- Spider, Albin Michel « Les Grandes traductions », 1994 ((en) Spider, 1990)Ce roman a été adapté au cinéma par David Cronenberg en 2001
- (en) Dr Haggard's Disease, 1993
- L’Asile, Calmann-Lévy, 1997 ((en) Asylum, 1996)
- Martha Peake, Calmann-Lévy « Traduit de… », 2002 ((en) Martha Peake : A Novel of the Revolution, 2000)
- Port Mungo, Éditions des deux terres « Littérature étrangère », 2004 ((en) Port Mungo, 2004)
- Trauma, Actes Sud, 2011 ((en) Trauma, 2008)
- (en) Constance, 2013
- La Costumière (The Wardrobe Mistress, 2017) / trad. Jocelyn Dupont. Arles : Actes Sud, 03/2021, 333 p.  (ISBN 978-2-330-14876-8)

### Recueils de nouvelles
- Le Triomphe de l’ivrogne et autres contes gothiques, Albin Michel « Grandes traductions », 1993 ((en) Blood and Water : And Other Tales, 1988)
- (en) The Angel : And Other Stories, 1995
- (en) Ghost Town : Tales of Manhattan Then and Now, 2005

### Direction d'anthologie
- The New Gothic : a collection of contemporary Gothic fiction, anthologie composée par Bradford Morrow & Patrick McGrath (New York : Random House, 1991 - Londres : Picador, 1992). Non traduit en français.

### Nouvelle
- Cleave le vampire ((en) Cleave the Vampire, or, A Gothic Pastorale, 1991)in 22 histoires de sexe et d’horreur (Albin Michel, 1993)

## Filmographie
- 1995 : The Grotesque (ou Grave Indiscretion), réalisé par John-Paul Davidson (en), avec Alan Bates, Theresa Russell, Sting.
- 2002 : Spider, réalisé par David Cronenberg avec Ralph Fiennes, Miranda Richardson et Gabriel Byrne.
- 2005 : Asylum, réalisé par David Mackenzie avec Natasha Richardson, Marton Csokas et Ian McKellen.
- 2010 : The Lost Explorer, réalisé par Tim Walker.